# Na shledanou, chlapci
Na shledanou, chlapci (v originále Au revoir les enfants) je francouzsko-německo-italský hraný film z roku 1987, který režíroval Louis Malle. Film měl premiéru 31. srpna 1987 na filmovém festivalu v Benátkách, kde získal Zlatého lva. Na Césarech získal sedm cen, včetně nejlepšího filmu a nejlepší režie, a na předávání cen Akademie dvě nominace.

## Děj
V zimě 1943-1944 v okupované Francii žije 12letý Julien Quentin na malé koleji Saint Jean de la Croix, kterou vedou karmelitáni. Po vánočních prázdninách do školy nastoupí tři noví žáci. Jeden z nich, Jean Bonnet, je Julienovým sousedem na koleji.
Juliena zaujme Jean, který je hrdý, nemluvný a tajemný chlapec, kterého časem odmítne celá třída. Po čase se spřátelí a Julien nakonec pochopí tajemství svého kamaráda. Nejmenuje se Bonnet, ale Kippelstein, je Žid.
Jednoho ráno v lednu 1944 po udání vtrhne na kolej gestapo. Otec Jean spolupracující s odbojem a tři židovské děti jsou odvezeni. Julien je už nikdy neuvidí. Děti jsou deportovány do Osvětimi a otec Jean do Mauthausenu. Otec Jean opouští školu se slovy "Na shledanou, chlapci".

## Obsazení
| Gaspard Manesse            | Julien Quentin                   |
| Raphaël Fejtö              | Jean Bonnet / Kippelstein        |
| Francine Racette           | paní Quentin                     |
| Stanislas Carré de Malberg | François Quentin, Julienův bratr |
| Philippe Morier-Genoud     | otec Jean                        |
| François Berléand          | otec Michel                      |
| François Négret            | Joseph                           |
| Peter Fitz                 | Müller                           |
| Pascal Rivet               | pekař                            |
| Benoît Henriet             | Ciron                            |
| Richard Lebœuf             | Sagard                           |
| Xavier Legrand             | Babinot                          |
| Arnaud Henriet             | Negus                            |
| Jean-Sébastien Chauvin     | Laviron                          |
| Luc Étienne                | Moreau                           |
| Daniel Edinger             | Tinchaut                         |
| Marcel Bellot              | Guibourg                         |
| Ami Flammer                | Florent                          |
| Irène Jacob                | slečna Davenne                   |
| Jean-Paul Dubarry          | otec Hippolyte                   |
| Jacqueline Staup           | zdravotní sestra                 |
| Jacqueline Paris           | paní Perrin                      |
| Jérôme Navarro             | Navarre                          |

## Ocenění
- Filmový festival v Benátkách: Zlatý lev
- Cena Louise Delluca
- César: nejlepší film, nejlepší režie, nejlepší původní scénář nebo adaptace, nejlepší kamera, nejlepší výprava, nejlepší zvuk, nejlepší střih
- David di Donatello: nejlepší zahraniční film
- London Film Critics Circle: nejlepší cizojazyčný film
- Zlaté glóby: nominace na nejlepší cizojazyčný film
- Oscar: nominace na nejlepší cizojazyčný film a nejlepší původní scénář